# Кильдинские саамы
Кильдинские саамы — этническая группа саамов. Проживают в России. Численность кильдинских саамов в 1995 году оценивалась примерно в 1000 человек. Кильдинские саамы, аккала-саамы и туржанские саамы вместе называются куола-саамами. На кильдинском саамском языке говорят около 650 человек. 
Культура кильдинских саамов возрождается различными способами.